# Eltroplectris dalessandroi
Eltroplectris dalessandroi är en orkidéart som beskrevs av Dodson. Eltroplectris dalessandroi ingår i släktet Eltroplectris och familjen orkidéer.
Artens utbredningsområde är Ecuador. Inga underarter finns listade i Catalogue of Life.